# Чулніца (Арджеш)
Чулніца (рум. Ciulnița) — село у повіті Арджеш в Румунії. Входить до складу комуни Леордень.
Село розташоване на відстані 84 км на північний захід від Бухареста, 23 км на схід від Пітешть, 118 км на північний схід від Крайови, 102 км на південь від Брашова.

## Населення
За даними перепису населення 2002 року у селі проживали 1062 особи, з них 1056 осіб (99,4%) румунів. Рідною мовою 1061 особа (99,9%) назвала румунську.